# Rruga e zemrës
Rruga e zemrës (svenska: hjärtanas väg) är en låt på albanska framförd som en duett med Rosela Gjylbegu och Eliza Hoxha. Med låten ställde de upp i Kënga Magjike 11, och lyckades där vinna finalen i november år 2009. Låten skrevs av Eliza Hoxha, medan den komponerades av den berömde makedonske kompositören Darko Dimitrov. Väl i final tilldelades låten 637 poäng, vilket räckte till att vinna över tvåan Elvana Gjata, som fick 632 poäng. Trea slutade Soni Malaj på 574 poäng. Utöver segern tilldelades man även Çesk Zadeja-priset.